# Malestroit
Malestroit (tiếng Breton: Malastred) là một xã ở tỉnh Morbihan trong vùng Bretagne tây bắc Pháp. Xã này có diện tích 5,81 km², dân số năm 1999 là 2472 người. Khu vực này có độ cao từ 10-95 mét trên mực nước biển.
Cư dân của Malestroit danh xưng trong tiếng Pháp là Malestroyens.